# Орленск
Орленск (бел. Арле́нск) — посёлок в Терешковичском сельсовете Гомельского района Гомельской области Республики Беларусь.

## География

### Расположение
В 17 км на юг от Гомеля, 8 км от железнодорожной станции Уть (на линии Гомель — Чернигов).

### Гидрография
На севере и западе мелиоративные каналы, соединённые с рекой Уть (приток реки Сож).

## Транспортная сеть
Рядом автодорога Старые Яриловичи — Гомель. Планировка состоит из короткой почти меридиональной улицы, застроенной деревянными домами усадебного типа.

## История
Основан в начале XX века переселенцами из соседних деревень. В 1931 году жители вступили в колхоз. Во время Великой Отечественной войны 9 жителей погибли на фронте. В 1959 году в составе совхоза «Новобелицкий» (центр — деревня Терешковичи).

## Население

### Численность
- 2004 год — 9 хозяйств, 14 жителей.

### Динамика
- 1959 год — 87 жителей (согласно переписи).
- 2004 год — 9 хозяйств, 14 жителей.